# Баклай Наталія Михайлівна
Наталія Михайлівна Баклай — українська поетка, прозаїчка, членкиня Національної спілки письменників України, Національної спілки журналістів України.

## Біографія
Народилася 24 лютого 1958 року в с. Терни Лубенського району Полтавської області.
У трирічному віці стала лубенкою — батьки збудували хату на околиці райцентру й замешкали в ній назавжди.
Закінчила восьмирічну школу № 4. Повну середню освіту майбутня письменниця здобула у школі № 1 м. Лубни.
Навчалася в Гадяцькому училищі культури імені Івана Петровича Котляревського [Архівовано 21 червня 2019 у Wayback Machine.] (бібліотечна справа).
Полтавському державному аграрному коледжу управління і права Полтавської аграрної академії [Архівовано 29 вересня 2019 у Wayback Machine.] (юридичне відділення).
Працювала у Лубенському відділі державної реєстрації актів цивільного стану у Лубенському районі Полтавської області Північно-східного міжрегіонального управління Міністерства юстиції (м. Суми).
1976—1986 працювала в Лубенському краєзнавчому музеї.
З 1986 року працювала головним спеціалістом Лубенського міського відділу РАЦС  управління юстиції Полтавської області, понад 20 років.
Була депутатом Лубенської міської ради.
Мешкає в м. Лубни.
Друкується з 1981 року.
Авторка книг:
- «Два береги душі» (1993),
- «Осяяна Тобою» (1996),
- «Коралове намисто» (1997),
- «Триєдиний біль»(1997),
- «Свіча невінчана» (1999),
- «Меди тернові» (2001),
- «Ще не вицвіло літо» (2003),
- «Лубни» (2004),
- «Ожинова купіль» (2005),
- «Батькова криниця»(2008).
- «Отава» (2008)[4],
- «Перекоти-Доля» (2009[5]),
- «Серцевина» (2012),[6]
- «Живиця» (2016)[7],
- «Жінка з віршами» (2018)[8].

Збірники:
- «Література рідного краю» (2000),
- «Калинове гроно» антології полтавських літераторів ХХ століття (2004),
- «Відлуння Василевого Різдва» (2004),
- «Біла альтанка» (2007),
- «Дзвінке перо Посулля» (2008),
- «Вишнева повінь» (2012),
- "Народ мій завжди буде" (2014).

Вірші та проза друкувалися в часописах та журналах:
- «Бахмутський шлях»,
- «Жінка»,
- «Історії кохання»
- «Криниця»,
- «Рідний край»,
- «Холодний Яр», та інші.

Всеукраїнських газетах:
- «Слово Просвіти»,
- «Слово»,
- «Кримська світлиця»,
- «Літературна Україна»,
- «Правозахисник України».

В закордонних ЗМІ, зокрема, в Австралії, Польщі, Канаді, Ізраїлі.
Ім'я поетки відоме за кордоном. Усе почалося з того, що в Лубнах відкрили літературне об'єднання імені Василя Симоненка, подібне таке діє в Австралії у місті Мельбурн. На той час його очолював письменник і меценат Дмитро Нитченко (родом із міста Зіньків, що на Полтавщині). Відбувся обмін листами. А через деякий час в альманасі «Новий обрій» (1997) поряд із розповіддю про лубенське літоб'єднання з'явилися друком вірші Наталії Баклай. Публікації Дмитра Нитченка в газетах «Церква і життя» та «Нова думка» ознайомили австралійського читача (зокрема українську діаспору) з прозовою творчістю його землячки.
Членкиня Національної спілки письменників України з 1995 року, Національної спілки журналістів України (2008).
Зараз перебуває на творчій роботі.

## Премії
- премія імені Василя Симоненка,
- премія імені Володимира Малика,
- премія імені Панаса Мирного,
- премія літературно-мистецька імені Олени Пчілки,
- загальнонаціонального літературного конкурсу «Українська мова — мова єднання».

## Книги
- Баклай Н. Батькова криниця / Н. Баклай. — Лубни: Лубни, 2008. — 100 с.
- Баклай Н. Два берега душі: вірші / Н. Баклай. — Полтава: Полтавський літератор, 1996. — 42 с.
- Баклай Н. Живиця: поезії / Н. Баклай. — Лубни: Лубни, 2016. — 188 с.
- Баклай Н. Жінка з віршами / Н. Баклай. — Лубни: Лубни, 2018. — 199 с.
- Баклай Н. Літературні постаті Лубенщини: короткі біобібліографічні нариси / Н. Баклай. — Лубни: Лубни, 2013. — 58 с.
- Баклай Н. Лубни: поема / Н. Баклай. — Глобине: Поліграфсервіс, 2004. — 46 с.
- Баклай Н. Меди тернові: вірші / Н. Баклай. — Лубни: Лубни, 2001. — 94 с.
- Баклай Н. Ожинова купіль: вірші / Н. Баклай. — Лубни: Лубни, 2005. — 128 с.
- Баклай Н. Осяяна тобою: вірші / Н. Баклай. — Полтава: Полтавський літератор, 1996. — 87 с.
- Баклай Н. Отава. Вибране / Н. Баклай. — Полтава: Дивосвіт, 2008. — 424 с.
- Баклай Н. Перекоти-доля: новели, бувальщини / Н. М. Баклай. — Лубни: Лубни, 2009. — 202 с.
- Баклай Н. Серцевина: поезії / Н. Баклай. — Лубни: Лубни, 2012. — 118 с.
- Баклай Н. Триєдиний біль: вірші / Н. Баклай. — Полтава: Криниця, 1997. — 120 с.
- Баклай Н. Ще не вицвіло літо: поезії / Н. Баклай. — Лубни: Лубни, 2003. — 138 с.